# Salim Joubran
Salim Joubran (in arabo سليم جبران‎?; Haifa, 4 agosto 1947 – Gerusalemme, 15 marzo 2024) è stato un magistrato palestinese con cittadinanza israeliana, membro della Corte suprema di Israele. Vi entrò nel 2003, diventando un membro permanente dal maggio 2004. Joubran fu il primo arabo a ricevere un seggio permanente nella corte suprema israeliana, e il secondo in generale dopo Abdel Rahman Zuabi.

## Biografia
Salim Joubran nacque il 4 agosto 1947 nella Colonia tedesca di Haifa durante il Mandato britannico della Palestina, in una famiglia araba cristiana di confessione maronita. Si laureò in legge all'Università ebraica di Gerusalemme nel 1970, cominciando la sua carriera come avvocato privato.
Esperto di Diritto penale, nel 1982, dopo 12 anni di lavoro come avvocato, divenne giudice per la magistratura di Haifa, dove servì per 11 anni. Dal 1993 al 2003 lavorò alla corte distrettuale di Haifa e nel 2003 divenne giudice della corte suprema.
Alle elezioni municipali in Israele del 2013 si scontrò con alcuni candidati del Likud, da lui accusati di essere razzisti e insensibili nei confronti degli arabi israeliani.
Per un breve periodo, Joubran lavorò alla facoltà di legge dell'Università di Haifa, facendo parte della sezione israeliana del Rotary Club.
Morì a Gerusalemme il 15 marzo 2024 all'età di 76 anni.